# 消防署第一号 (バージニア州ロアノーク)
消防署第一号（しょうぼうしょだいいちごう、英: Fire Station No. 1）は、独立都市であるアメリカ合衆国バージニア州ロアノークのダウンタウンにあるかつての消防署であり、またアメリカ合衆国国家歴史登録財に登録されている。フィラデルフィアの独立記念館をモデルにして建てられた。
1907年の完成から2007年の改装までバージニア州で最も長く継続的に稼動した消防署のうちの1つである。リンチバーグ社により設計された。当時のロアノークの市民の誇りの記念碑として現存している。

## 歴史
1882年に消防団として始まり、1906年に初の正式な消防士が雇われ、1906年2月19日、消防署のために公式に土地を開拓された。1907年に完成し、エドワード朝時代、ジョージ王朝時代の再現を表現する。テラコッタと石灰岩の切り石基盤と表面のしっかりした煉瓦、市内を見渡せた鐘楼を特徴とする。
1911年、市は消防署に配置される最初のエンジン消防自動車を購入し、1918年までに馬が引く消火ワゴンは段階的に排除された。
1886年に設置された鐘は、2001年に取り外され、現在消防署の1階に展示されている。2003年までに、老朽化した施設は正面の石灰岩モルタルを修理され、鐘楼も完全に復旧され、消防署は12月まで再び活動していた。改築の修了により消防署として機能するはずだったが、消防署と救急隊は2007年5月9日に停止することとなった。現在施設は一般に公開される消防博物館として、またロアノーク警察署の騎馬警察の厩舎として使用されている。